# Coleen Gray
Coleen Gray (gebürtig Doris Bernice Jensen; * 23. Oktober 1922 in Staplehurst, Nebraska; † 3. August 2015 in Los Angeles, Kalifornien) war eine US-amerikanische Schauspielerin.

## Leben und Karriere
Die Farmerstochter Coleen Gray wurde in einem kleinen Dorf in Nebraska unter dem Namen Doris Bernice Jensen geboren. Schon früh war es ihr Wunsch, Filmstar zu werden und so studierte sie Schauspiel an der Hamline University in Saint Paul. In der Folgezeit zog sie nach Kalifornien und spielte dort in kleineren Theatern, wo sie auch von einem Agenten der 20th Century Fox entdeckt und unter Vertrag genommen wurde. Ihr Filmdebüt gab Gray 1945 mit einer kleinen Nebenrolle in Walter Langs Musical Jahrmarkt der Liebe. Anschließend übernahm sie im bereits 1946 gedrehten, aber erst 1948 veröffentlichten Westernklassiker Red River von Howard Hawks die Rolle von John Waynes Geliebter, die bereits früh im Film bei einem Indianerangriff stirbt. Auch verkörperte Gray weibliche Hauptrollen in mehreren Film noir, darunter neben Victor Mature in Der Todeskuß sowie als eher einfältige Ehefrau von Tyrone Power in Der Scharlatan. 1950 spielte sie neben Bing Crosby die Hauptrolle in Frank Capras Film Lach und wein mit mir (1950), der allerdings an den Kinokassen zum Misserfolg wurde.
Nach dem Ende ihres Vertrages mit Fox musste Gray sich in den 1950er-Jahren meist mit Hauptrollen in B-Movies begnügen. Die meisten dieser Filme, vor allem Thriller und Western, gerieten in Vergessenheit. Eine Ausnahme bildete der Kriminalfilm Die Rechnung ging nicht auf (1956): Dieser hatte einen jungen Stanley Kubrick als Regisseur und zeigte Gray in der für sie typischen Rolle einer einsamen und perspektivlosen Frau, deren Verlobter einen Rennbahnüberfall plant. Noch bis Anfang der 1960er-Jahre drehte Gray meist B-Filme wie The Phantom Planet, anschließend erhielt sie nur noch wenige Filmangebote. Stattdessen absolvierte sie zahlreiche Gastauftritte im Fernsehen, etwa als Mrs. Clifford in vier Folgen von Ein Sheriff in New York. 1986 spielte sie ihre letzte Rolle in der Fernsehserie Geschichten aus der Schattenwelt.
In erster Ehe war Coleen Gray zwischen 1945 und 1949 mit dem Drehbuchautor Rodney Amateau verheiratet, die Ehe wurde geschieden. Anschließend war sie von 1953 bis zu seinem Tod 1978 mit William Bidlack verheiratet. Ihre dritte Ehe führte sie von 1979 bis zu seinem Tod 2012 mit Fritz Zeiser. Die Mutter von vier Kindern starb im August 2015 im Alter von 92 Jahren eines natürlichen Todes.

## Filmografie (Auswahl)
- 1945: Jahrmarkt der Liebe (State Fair)
- 1946: Three Little Girls in Blue
- 1947: Der Todeskuß (Kiss of Death)
- 1947: Der Scharlatan (Nightmare Alley)
- 1948: Rache ohne Gnade (Fury at Furnace Creek)
- 1948: Red River
- 1949: Sand
- 1950: Lach und wein mit mir (Riding High)
- 1951: Geheimdienst schlägt zu (I’ll Get You for This)
- 1951: Trommeln des Todes (Apache Drums)
- 1952: Der vierte Mann (Kansas City Confidential)
- 1952: Models Inc.
- 1953: Geknechtet (The Vanquished)
- 1953: Jagdstaffel z.b.V. (Sabre Jet)
- 1954: Pfeile in der Dämmerung (Arrow In the Dust)
- 1955: Todesfaust (Tennessee’s Partner)
- 1956: Noch heute sollst du hängen (Star in the Dust)
- 1956: Die Rechnung ging nicht auf (The Killing)
- 1956: König der Hochstapler (Death of a Scoundrel)
- 1956: Die Schwarze Peitsche (The Black Whip)
- 1957: Destination 60,000
- 1957: Immer bei Anbruch der Nacht (The Vampire)
- 1958: Im Dschungel der Großstadt (Johnny Rocco)
- 1960: Der zweite Mann (The Deputy, Fernsehserie, Folge 1x30)
- 1960: The Leech Woman
- 1960–1966: Perry Mason (Fernsehserie, 4 Folgen)
- 1961: Maverick (Fernsehserie, Folge 4x29)
- 1961: The Phantom Planet
- 1961/1962: 77 Sunset Strip (Fernsehserie, 2 Folgen)
- 1961/1962: Mr. Ed (Mister Ed, Fernsehserie, 2 Folgen)
- 1962: Alfred Hitchcock Presents (Fernsehserie, Folge 7x33)
- 1965: Revolver diskutieren nicht (Town Tamer)
- 1965/1967: Meine drei Söhne (My Three Sons, Fernsehserie, 2 Folgen)
- 1966: Zeit der Sehnsucht (Days of Our Lives, Fernsehserie, 21 Folgen)
- 1966–1967: Die Leute von der Shiloh Ranch (The Virginian, Fernsehserie, 2 Folgen)
- 1967: Der Gnadenlose (P.J.)
- 1968: Bonanza (Fernsehserie, Folge 9x21)
- 1968: Lieber Onkel Bill (Family Affair, Fernsehserie, Folge 2x24)
- 1968/1975: Der Chef (Ironside, Fernsehserie, 2 Folgen)
- 1969–1970: Bright Promise (Fernsehserie, 23 Folgen)
- 1970: Adam-12 (Fernsehserie, Folge 3x06)
- 1971: The Bold Ones: The New Doctors (Fernsehserie, Folge 2x07)
- 1971: Inspektor Queen sucht Rat (Ellery Queen: Don't Look Behind You, Fernsehfilm)
- 1971: Mannix (Fernsehserie, Folge 5x11)
- 1972/1976: Notruf California (Emergency!, Fernsehserie, 2 Folgen)
- 1974–1977: Ein Sheriff in New York (McCloud, Fernsehserie, 4 Folgen)
- 1978: Mother
- 1984: Computer Kids (Whiz Kids, Fernsehserie, Folge 1x12)
- 1985: Cry from the Mountain
- 1986: Tales from the Darkside (Fernsehserie, Folge 2x17)